# Théodule-Augustin Ribot
Théodule-Augustin Ribot (Saint-Nicolas-d'Attez, 8 de agosto de 1823 – Colombes, 11 de septiembre de 1891) fue un pintor realista francés y grabador. 
Nació en Santo-Nicolas-d'Attez y estudió en el École des Artes et Métiers de Châlons. En 1845 se mudó a París, donde se formó en el estudio de Auguste-Barthélémy Glaize. Debutó en el Salón de París en 1861 con cuatro pinturas relacionadas con la cocina. Los coleccionistas adquirieron los trabajos y sus pinturas expuestas en los Salones de 1864 y 1865 recibieron medallas.
Ribot realizó pinturas de género doméstico, naturalezas muertas, retratos y escenas religiosas. 
En 1878 recibió el Legión de Honor. Poco después enferma y se traslada a Colombes, donde fallece en 1891.

## Obras seleccionadas

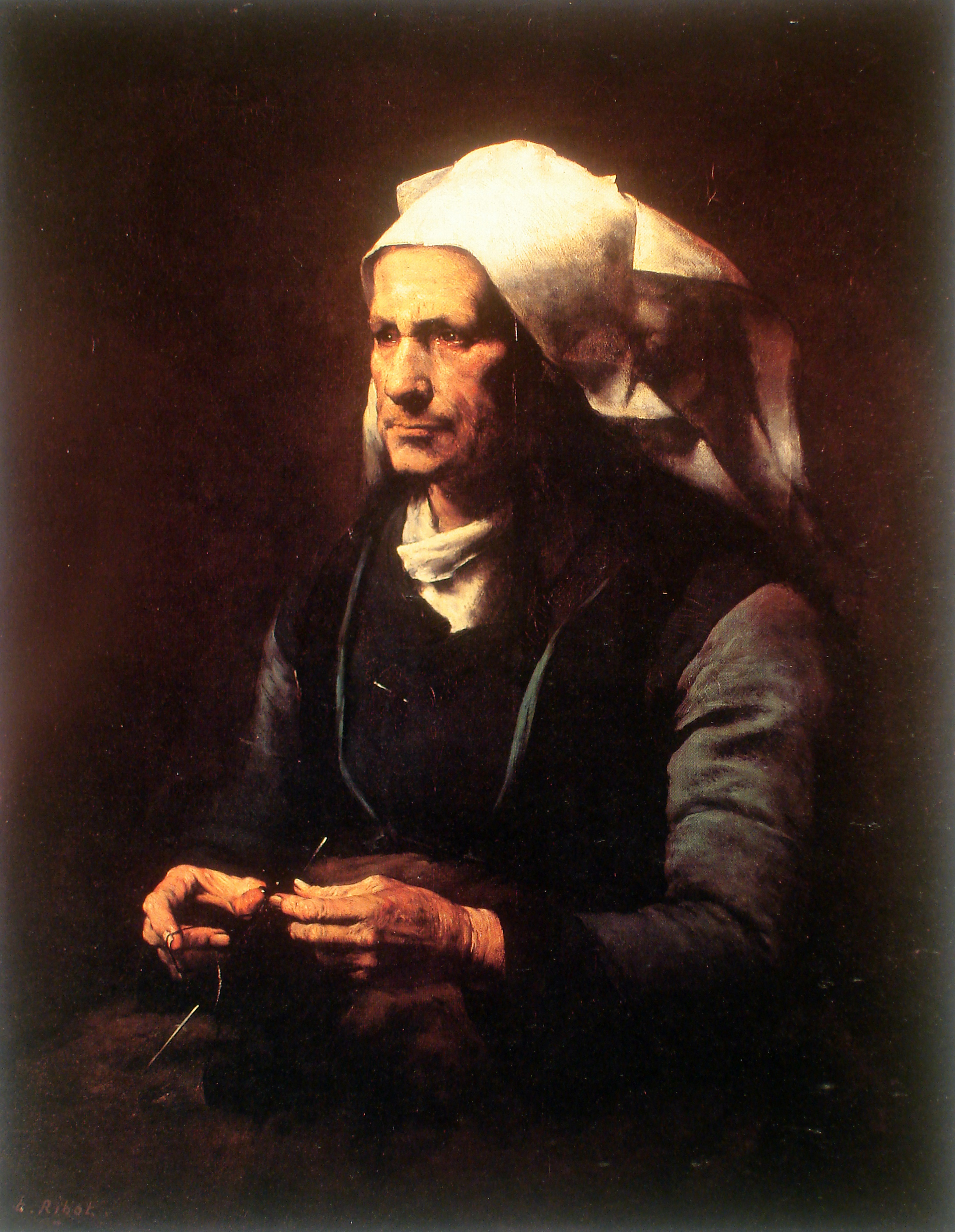
Anciana bretona.
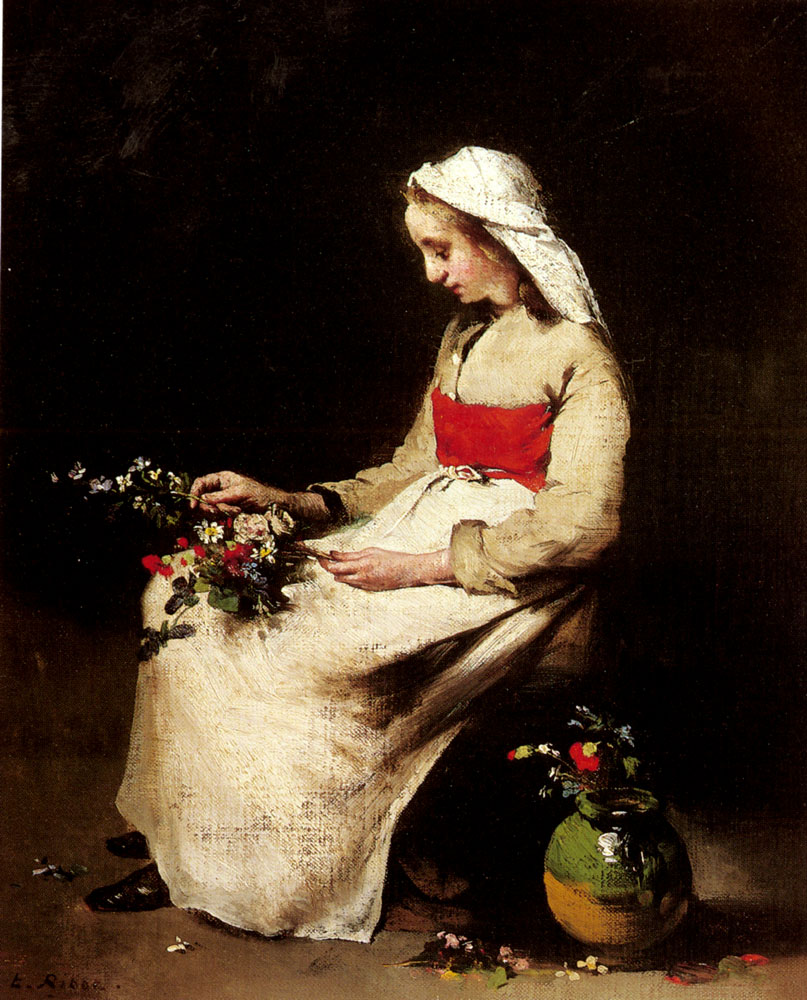
Una joven preparando un jarrón de flores.
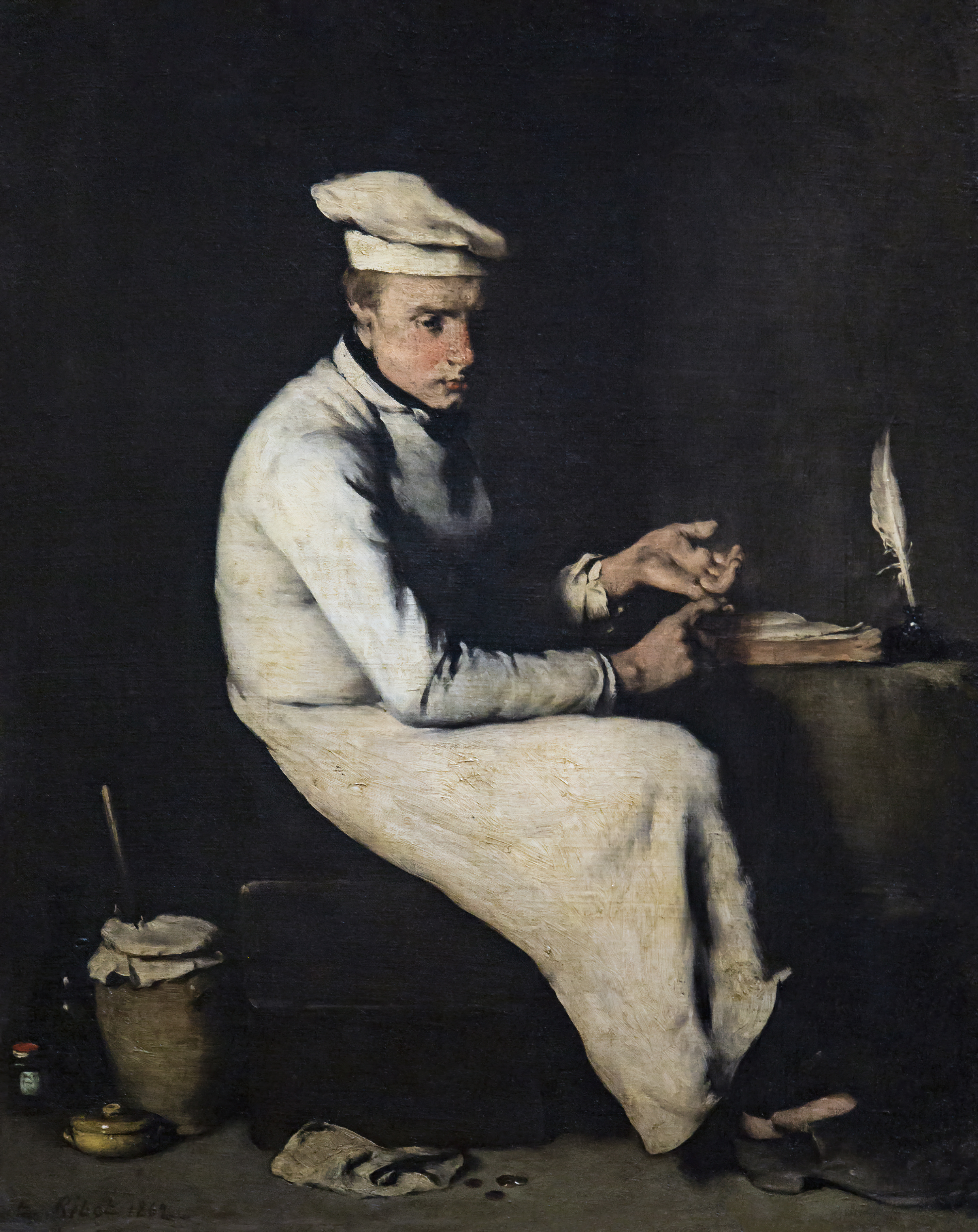
El cocinero contable.
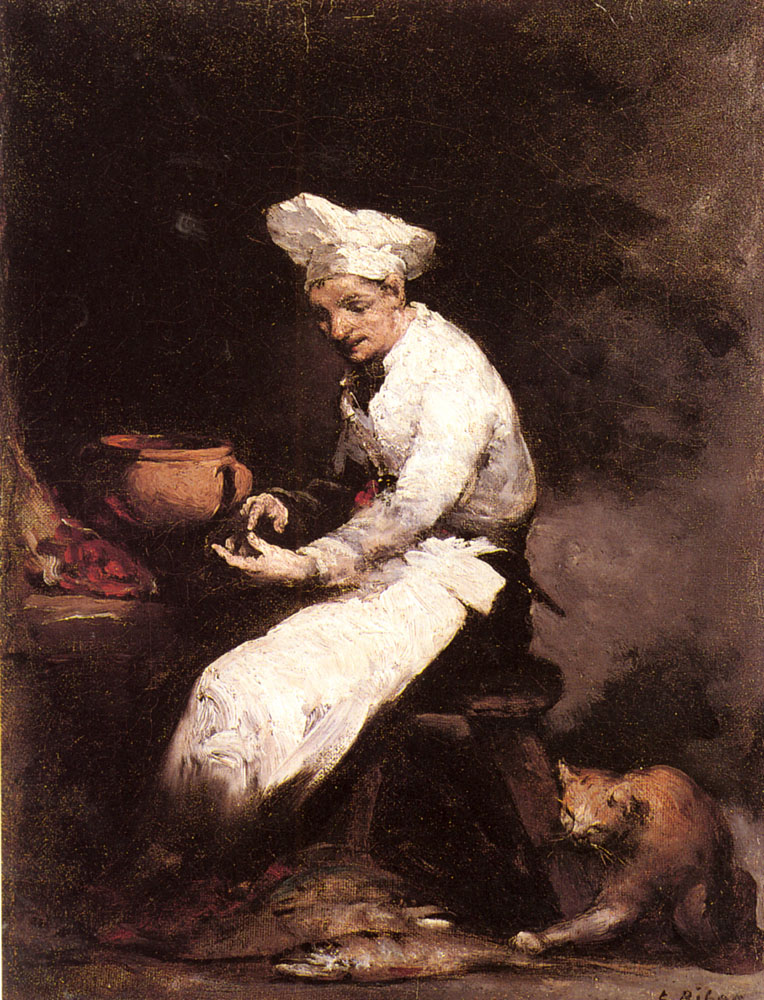
El cocinero y el gato.
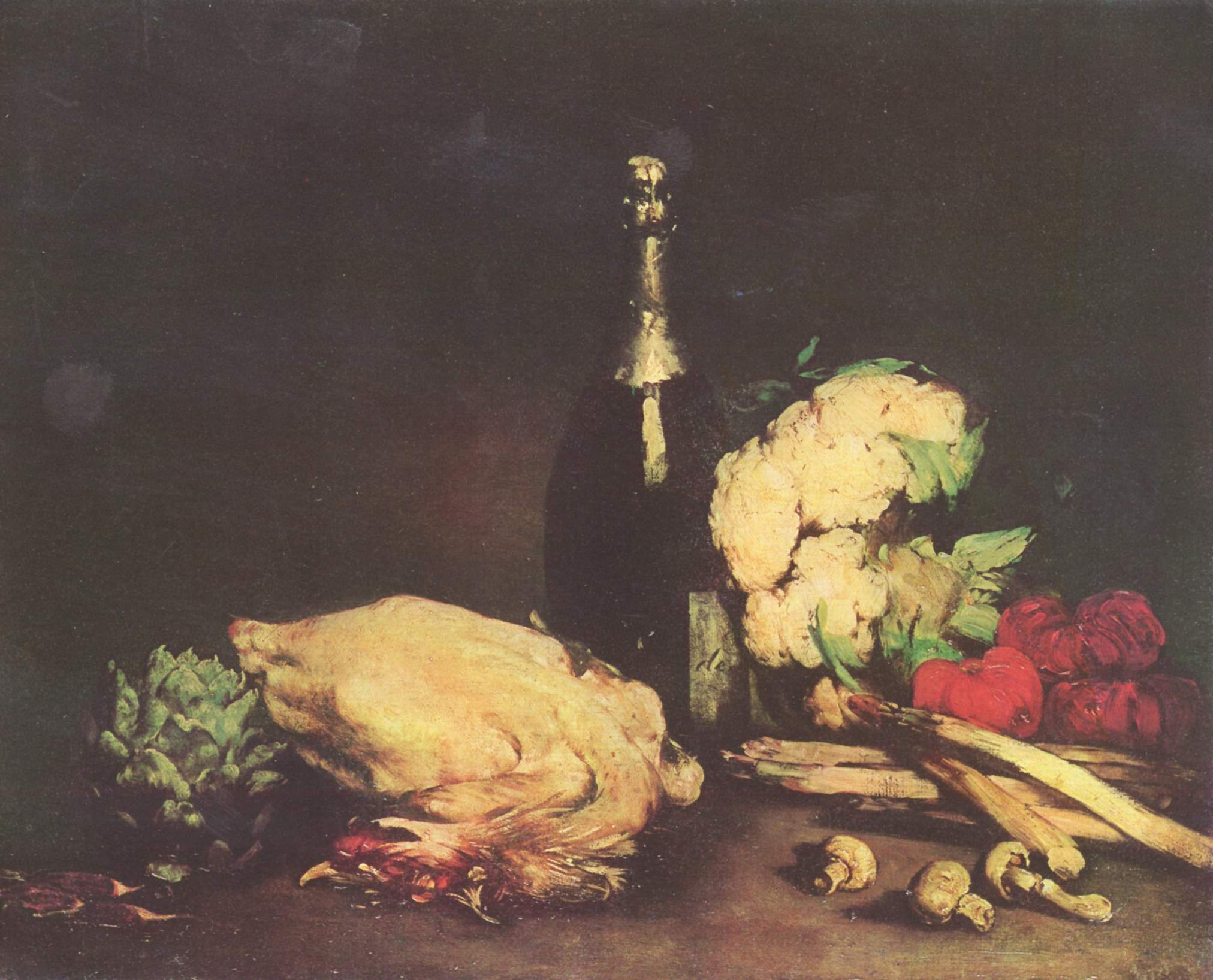
Naturaleza muerta.
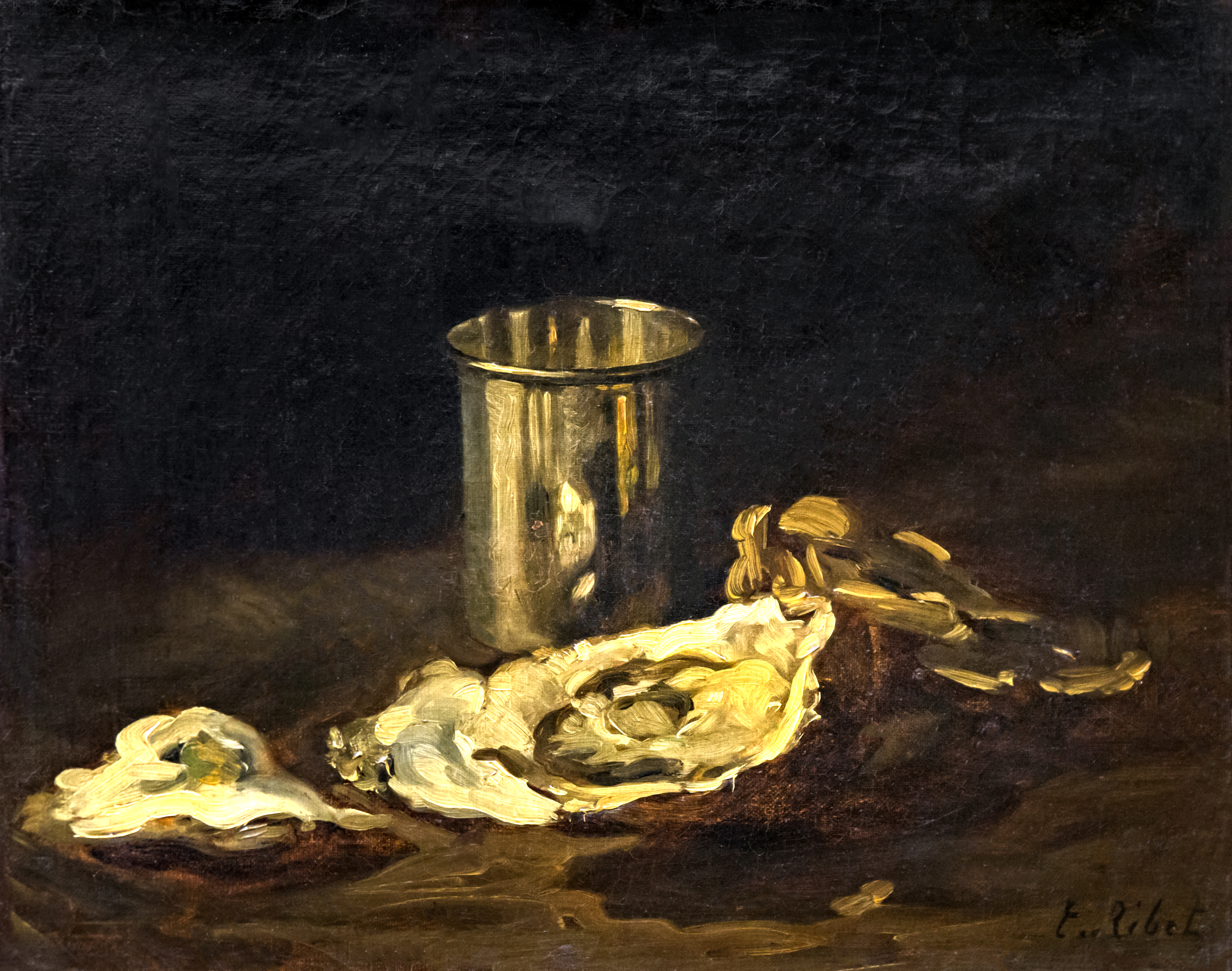
Ostras y vaso de metal.